# 大名庭園
大名庭園（だいみょうていえん）とは、江戸幕府政権下の江戸時代において、各藩の大名が江戸や地元で築造した庭園である。各藩がそれぞれ競い合った結果造園技術は発達し、江戸時代に日本庭園築造技術が頂点をなしたとされている。

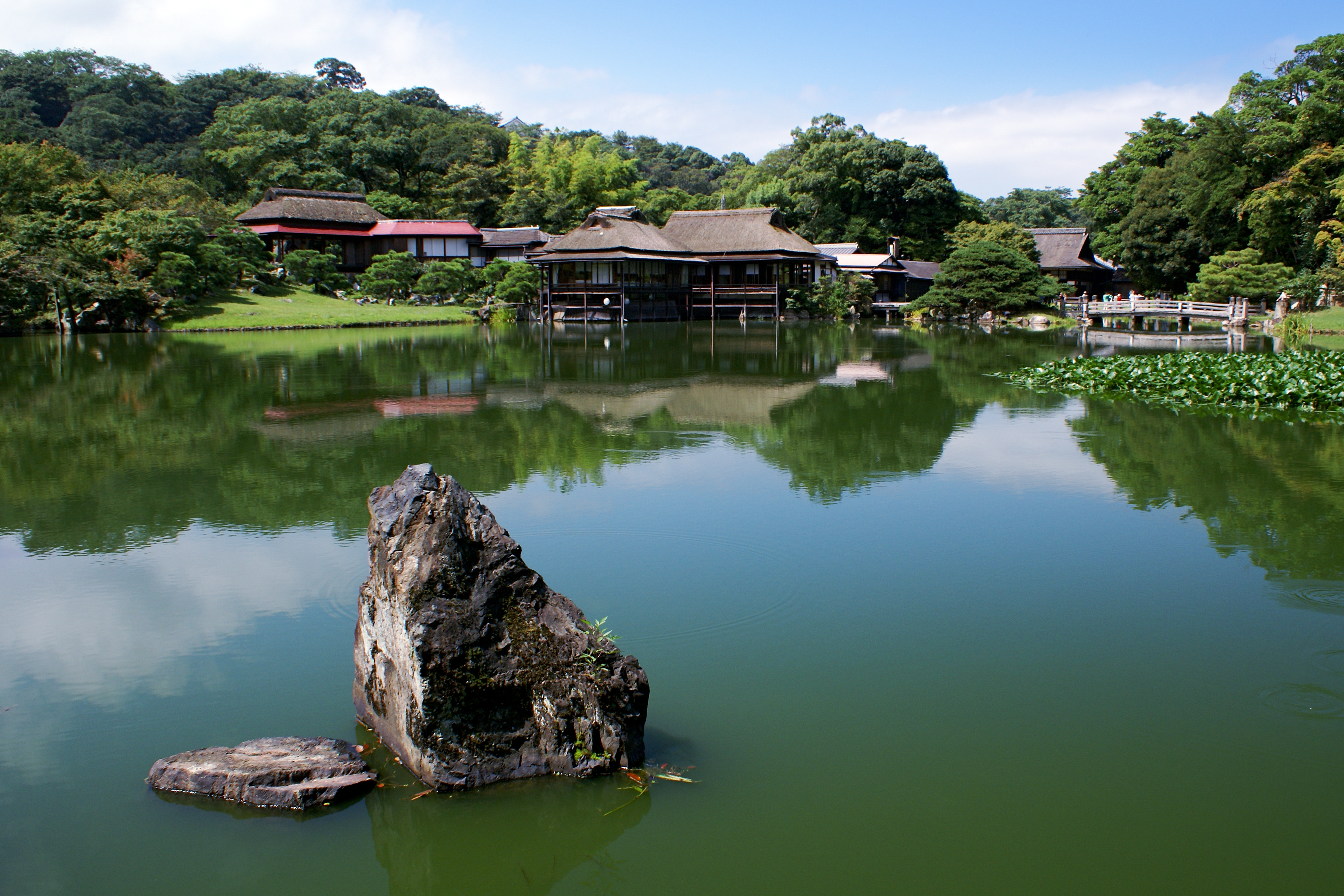
玄宮園（江戸時代初期、彦根市）

## 大名庭園の概要
江戸時代初期にしばしば王朝風と呼ばれる平安時代以降の伝統的な、または安土桃山時代に発達した豪華絢爛な池庭や枯山水、あるいは禅院で発達した枯淡な枯山水や露地から出発し書院造に影響を与える茶庭など多くの様式が並存する時代であり、これらの様式が集大成される回遊式庭園を誕生させる。大名庭園は江戸をはじめとする各地諸藩の大名の邸宅や別荘に設けられた庭園の総称であり、様式名ではない。様式としてみるなら大名庭園は上記の様式いずれかに分類される。
各藩は大名庭園を遊興や、日本武術の馬術用馬場や弓術用の的場、回遊形式を取り入れた庭園の構造から散歩・散策などを楽しむ空間として利用していた。また造園技術に関して各藩間で技術交流が行なわれ、園芸学や博物学などもそれに伴って発達した。池のまわりを回遊して観賞するように造られ、庭園内の景観として自分の好む名勝地をモチーフとしたものが配された。それらはいずれも庶民の遊観所で、こういう景観をひきしめるためにも、また利用上からも、休憩所としての茶屋や御堂を建て、これらの建物と庭景観とで局所局所をまとめ、順路にそって回遊するようにできている。時間とともにつぎつぎと展開されていく変化の多い景観は音楽に比較される。広々した池面に出る前に必ずうっそうと茂った木立を通り、山々を通りぬけるときも変化にとんだ建物や橋で飽かせることがない。
当時の江戸は、面積の約50パーセントがこのような大名庭園と大名屋敷で占められていたとされる。これらの庭園は明治期にいったんは存亡の危機に瀕したが、当時の上流層の大邸宅に蘇る。現在東京都心に残り、名称史跡に指定される日本庭園や新宿御苑や戸山公園、水戸徳川家下屋敷であった隅田公園内日本庭園や鍋島松涛公園などの公園のいくつかは、これら江戸期の大名庭園跡地が利用されているほか、明治期に称された三大公園（日本三名園）はいずれも地方都市に残る大名庭園跡である。

## 各地の主な大名庭園
各地の主な大名庭園を列記する。

### 東北
- 秋田県秋田市（久保田藩）旧秋田藩主佐竹氏別邸（如斯亭）
- 岩手県盛岡市（盛岡藩）旧南部氏別邸庭園（現・盛岡市盛岡中央公民館）
- 福島県白河市（白河藩） 南湖公園
- 福島県会津若松市（会津藩） 御薬園

### 関東
- 茨城県水戸市（水戸藩） 偕楽園
- 群馬県甘楽町（小幡藩） 楽山園
- 東京都中央区（甲府徳川家下屋敷→将軍家別邸） 浜離宮恩賜庭園
- 東京都港区（小田原藩大久保家上屋敷→清水家下屋敷→紀州徳川家別邸） 旧芝離宮恩賜庭園
- 東京都港区（久松松平氏中屋敷） 駐日イタリア大使館
- 東京都文京区（水戸徳川家上屋敷） 小石川後楽園
- 東京都文京区（柳沢家下屋敷） 六義園
- 東京都文京区（細川家下屋敷） 肥後細川庭園
- 東京都江東区（久世家下屋敷） 清澄庭園

### 中部
- 新潟県新発田市（新発田藩） 清水園
- 石川県金沢市（加賀藩） 兼六園
- 福井県福井市（福井藩） 養浩館庭園
- 名古屋市東区（尾張藩） 徳川園

### 近畿
- 滋賀県彦根市（彦根藩） 玄宮園
- 和歌山県和歌山市（紀州藩） 養翠園
- 和歌山県和歌山市（紀州藩） 和歌山城西之丸庭園
- 兵庫県赤穂市（赤穂藩） 旧赤穂城庭園（本丸庭園、二の丸庭園）

### 中国
- 岡山市北区（岡山藩） 後楽園
- 岡山県津山市（津山藩） 衆楽園
- 広島市中区（広島藩） 縮景園

### 四国
- 香川県高松市（高松藩） 栗林公園
- 香川県丸亀市（丸亀藩） 中津万象園
- 愛媛県宇和島市（宇和島藩） 天赦園

### 九州
- 福岡県柳川市（柳河藩） 松涛園（御花）
- 熊本県熊本市（熊本藩） 水前寺成趣園
- 鹿児島県鹿児島市（薩摩藩） 仙巌園（磯庭園）

## 主な文献
- 白幡洋三郎 『江戸の大名庭園 饗宴のための装置』 INAX出版、1994年7月、ISBN 4-87275-049-7
- 白幡洋三郎 『大名庭園 江戸の饗宴』講談社選書メチエ、1997年4月、ISBN 4-06-258103-5
- 人文社編集部編 『天保古地図で歩く 東京の寺社と大名庭園』人文社、2003年6月、ISBN 4-7959-1804-X
- 第一アートセンター編 『大名庭園 全国38ヵ所、名園巡り』小学館、1997年8月、ISBN 4-09-343132-9
- 徳川美術館編 『大名庭園 江戸のワンダーランド 新装蓬左文庫・徳川美術館連携徳川園開園記念特別展』 徳川美術館、2004年11月、
- 中根金作 『宮廷の庭・大名の庭』 講談社、1996年7月、ISBN 4-06-261205-4
- 進士五十八 『日本の庭園 造景の技とこころ』（中公新書、2005年）
- 小寺武久 『尾張藩江戸下屋敷の謎 虚構の町をもつ大名庭園』（中公新書、絶版1989年）